# Старобурасское муниципальное образование
Старобурасское сельское поселение — муниципальное образование в Базарно-Карабулакском районе Саратовской области России.
Создано в 2005 году. Административный центр — село Старые Бурасы.

## География
Расположено в западной части района, к западу от райцентра пгт Базарный Карабулак.

## Население
| 2010  | 2011  | 2012  | 2013  | 2014  | 2015  | 2016  |
| ----- | ----- | ----- | ----- | ----- | ----- | ----- |
| 1175  | ↘1171 | ↘1122 | ↘1071 | ↘1040 | ↘1032 | ↘1017 |
| 2017  | 2018  | 2019  | 2020  | 2021  |       |       |
| ↘1006 | ↘987  | ↘955  | ↘926  | ↘875  |       |       |

## Населённые пункты
В состав сельского поселения входят 3 населённых пункта:
| № | Населённый пункт | Тип  | Население |
| - | ---------------- | ---- | --------- |
| 1 | Борисовка        | село | ↘115      |
| 2 | Никольское       | село | 15        |
| 3 | Старые Бурасы    | село | ↘1045     |